# Рибічизна
Рибічизна (пол. Rybiczyzna) — село в Польщі, у гміні Жечнюв Ліпського повіту Мазовецького воєводства.
Населення — 275 осіб (2011).
У 1975-1998 роках село належало до Радомського воєводства.

## Демографія
Демографічна структура станом на 31 березня 2011 року:
|          | Загалом | Допрацездатний вік | Працездатний вік | Постпрацездатний вік |
| -------- | ------- | ------------------ | ---------------- | -------------------- |
| Чоловіки | 149     | 33                 | 97               | 19                   |
| Жінки    | 126     | 17                 | 73               | 36                   |
| Разом    | 275     | 50                 | 170              | 55                   |